# ذخیره به‌عنوان پیش‌نویس
«ذخیره به‌عنوان پیش‌نویس» (به انگلیسی: Save as Draft) تک‌آهنگی اثر خوانندهٔ آمریکایی کیتی پری است که در ۲۶ ژوئن ۲۰۱۷ منتشر شد.